# Фармінгтон (Нью-Йорк)
Фармінгтон (англ. Farmington) — місто (англ. town) в США, в окрузі Онтаріо штату Нью-Йорк. Населення — 14 170 осіб (2020).

## Демографія
Згідно з переписом 2010 року, у місті мешкало 11 825 осіб у 4492 домогосподарствах у складі 3233 родин. Було 4664 помешкання
Расовий склад населення:
| - 94,7 % — білих - 1,6 % — чорних або афроамериканців - 1,3 % — азіатів - 0,3 % — корінних американців |

До двох чи більше рас належало 1,5 %. Частка іспаномовних становила 3,1 % від усіх жителів.
За віковим діапазоном населення розподілялося таким чином: 26,4 % — особи молодші 18 років, 64,8 % — особи у віці 18—64 років, 8,8 % — особи у віці 65 років та старші. Медіана віку мешканця становила 37,2 року. На 100 осіб жіночої статі у місті припадало 95,8 чоловіків;  на 100 жінок у віці від 18 років та старших — 93,5 чоловіків також старших 18 років.
Середній дохід на одне домашнє господарство  становив 80 334 долари США (медіана — 71 478), а середній дохід на одну сім'ю — 91 406 доларів (медіана — 78 187). Медіана доходів становила 62 747 доларів для чоловіків та 38 934 долари для жінок. За межею бідності перебувало 7,7 % осіб, у тому числі 8,4 % дітей у віці до 18 років та 12,0 % осіб у віці 65 років та старших.
Цивільне працевлаштоване населення становило 6828 осіб. Основні галузі зайнятості: освіта, охорона здоров'я та соціальна допомога — 30,1 %, виробництво — 15,7 %, роздрібна торгівля — 11,5 %, мистецтво, розваги та відпочинок — 9,2 %.